# Rebekka von Mallinckrodt
Rebekka Asta Elisabeth von Mallinckrodt (* 3. Juni 1971 in Bensberg) ist eine deutsche Historikerin. Seit 2012 ist sie Professorin für Geschichte der Frühen Neuzeit (16.–18. Jahrhundert) an der Universität Bremen und seit 2022 Ordentliches Mitglied der Akademie der Wissenschaften in Hamburg.

## Biografie
Rebekka ist die Tochter von Dieter von Mallinckrodt (* 1935) und dessen Ehefrau Ursula Walgenbach (* 1939). Sie besuchte zunächst bis 1989 die St. Anne's-Belfield School in Charlottesville, Virginia, bevor sie 1991 am Albertus-Magnus-Gymnasium Bensberg das Abitur erlangte. Im Anschluss studierte sie bis 1994 Germanistik, Geschichte und Philosophie an der Universität Tübingen. Danach absolvierte sie ein Studienjahr an der Universität La Sapienza und der Päpstlichen Universität Gregoriana in Rom. 1995 setzte sie ihr Studium an der Universität Bonn fort, das sie 1998 mit dem Ersten Staatsexamen abschloss. Von 1999 bis 2001 war sie Stipendiatin des DFG-Graduiertenkollegs „Wissensfelder der Neuzeit“ an der Universität Augsburg, wo sie 2003 promoviert wurde. Bereits ab 2001 war von Mallinckrodt als wissenschaftliche Mitarbeiterin am damaligen Max-Planck-Institut für Geschichte in Göttingen tätig. Dort koordinierte sie u. a. die International Max Planck Research School for the History and Transformation of Cultural and Political Values in Medieval and Early Modern Europe. 2005 folgte ein Ruf als Juniorprofessorin an die Freie Universität Berlin, wo sie – unterbrochen durch ein Forschungsjahr in Paris als Feodor-Lynen-Stipendiatin der Alexander von Humboldt-Stiftung 2008/2009 – bis 2012 tätig war. Im selben Jahr wechselte sie als Professorin für Geschichte der Frühen Neuzeit an die Universität Bremen. 2014 heiratete sie in Berlin den Arzt Christoph Hamacher (* 1961 Bonn).

### Wissenschaftliche Bedeutung
Für von Mallinckrodt sind die Geschichte der Bewegungskultur, Sport und Körpertechniken sowie die Rückwirkungen des Kolonialismus und der Globalisierung auf Europa ihre Schwerpunkte. Sie arbeitet eng an den Quellen der Frühen Neuzeit und konnte daher einerseits in alte Diskussionen eingreifen und andererseits neue bisher eher verdrängte Gebiete erschließen. So zeigte sie in der Diskussion um Allen Guttmanns Anfänge des modernen Sports, dass die Thesen von John Mcclelland und Arnd Krüger eines frühen Beginns wohl eher zutreffend sind als die von Guttmann, der vor dem 19. Jahrhundert keine Merkmale des Sports sieht. Von Mallinckrodts Arbeiten zur Sklaverei in Deutschland haben ein neues Forschungsfeld quellenmäßig erschlossen. Zum einen erbrachte sie erstmals den Nachweis, dass Sklaverei als Rechtsstatus im Alten Reich existierte, zum anderen wies sie nach, dass insbesondere schwarze Kinder und Jugendliche von einer solchen Verschleppung nach Deutschland betroffen waren.

## Preise und Auszeichnungen (Auswahl)
- 2022: Zuwahl als Ordentliches Mitglied der Akademie der Wissenschaften in Hamburg
- 2022–2024: „Opus Magnum“-Förderung der VolkswagenStiftung für „People of Colour im frühneuzeitlichen Deutschland 1650-1850“
- 2018: Aufsatzpreis des Verbandes der Historiker und Historikerinnen Deutschlands für den Beitrag „Verhandelte (Un-)Freiheit“
- 2015–2022: Principal Investigator des ERC Consolidator Grant Projekts „The Holy Roman Empire of the German Nation and its Slaves“
- 2010: Aufnahme in AcademiaNet (Internetportal für exzellente Wissenschaftlerinnen)
- 2009–2012: Initiatorin und Sprecherin des DFG-Netzwerkes „Körpertechniken in der Frühen Neuzeit“
- 2007–2012: Mitglied der Jungen Akademie an der Berlin-Brandenburgischen Akademie der Wissenschaften und der Deutschen Akademie der Naturforscher Leopoldina

## Ämter und Mitgliedschaften (Auswahl)
- seit 2022 Mitglied des wissenschaftlichen Beirats des Deutschen Historischen Instituts in London
- seit 2022 Mitglied des wissenschaftlichen Beirats der „Gesellschaft für Globalgeschichte“
- seit 2020 Mitglied des Editorial Board der Bonn Center for Dependency and Slavery Studies (deGruyter)
- seit 2019 Mitglied des International Advisory Board des Exzellenz-Clusters „Beyond Slavery and Freedom“, Universität Bonn

## Veröffentlichungen (Auswahl)
- Alphonse Tarangai or The Great Fury: Race Making from Below and Forms of Resistance by People of Color in Early Nineteenth-Century Germany, in: Globalgeschichte/Global History 2 (2024), Heft 2, S. 163–182.
- The European Experience in Slavery, 1650-1850, Berlin: de Gruyter 2024.
- Zwischen Sklaverei und Exotismus: People of Colour am Hof Augusts des Starken (r. 1694-1733) und Christiane Eberhardines (r. 1694-1727), in: Nadine Amsler/Nadir Weber (Hgg.): Im Schatten der Macht: Subalterne Körper am Fürstenhof, Zeitschrift für Historische Forschung, Beihefte (2024), S. 31–65.
- Return of a Ghost: Slavery and the Law in Early Modern Saxony (Sixteenth to Nineteenth Centuries), in: Journal of Global Slavery 8, 2-3 (2023) Sonderheft "From Practices to Structurations: German Involvement in Slavery and the Slave Trade", hrsg. Rebekka v. Mallinckrodt und Magnus Ressel, 145–177.
- Die lichtabgewandte Seite der Freiheit: Sklaverei im frühneuzeitlichen Sachsen, in: Nicole J. Saam/Heiner Bielefeld (Hrsg.): Die Idee der Freiheit und ihre Semantiken. Zum Spannungsverhältnis von Freiheit und Sicherheit, Bielefeld: transcript 2023, 239–250.
- Beyond Exceptionalism: Traces of Slavery and the Slave Trade in Early Modern Germany 1650–1850 (gemeinsam mit Josef Köstlbauer und Sarah Lentz), Berlin: de Gruyter 2021.
- A Cultural History of Sports in the Age of Enlightenment 1650–1850 (= Cultural History of Sports, vol. 4), London: Bloomsbury 2021.
- Sklaverei und Recht im Alten Reich, in: Peter Burschel, Sünne Juterczenka (Hrsg.): Das Meer. Maritime Welten in der Frühen Neuzeit, Köln: Böhlau 2021, S. 29–42.
- Verschleppte Kinder im Heiligen Römischen Reich Deutscher Nation und die Grenzen transkultureller Mehrfachzugehörigkeit, in: Dagmar Freist, Sabine Kyora, Melanie Unseld (Hrsg.): Transkulturelle Mehrfachzugehörigkeiten – Räume, Materialitäten, Erinnerungen, Bielefeld: transcript 2019, S. 15–37.
- Schwimmende Prinzen und schwimmende Revolutionäre. Zur politischen Ikonologie einer Körpertechnik, in: Mariacarla Gadebusch Bondio, Beate Kellner, Ulrich Pfisterer (Hrsg.): Die Macht der Natur – gemachte Natur. Realitäten und Fiktionen des Herrscherkörpers zwischen Mittelalter und Früher Neuzeit, Florenz 2019, S. 301–342.
- Sklaven in Deutschland, in: Damals. Das Magazin für Geschichte 7 (2018), S. 45–46.
- Verhandelte (Un-)Freiheit. Sklaverei, Leibeigenschaft und innereuropäischer Wissenstransfer am Ausgang des 18. Jahrhunderts, in: Themenheft Knowledge and Migration, hrsg. von Simone Lässig und Swen Steinberg, Geschichte und Gesellschaft 43,3 (2017), S. 347–380.
- Frühneuzeitliche Sportgeschichte 2.0, in: Themenheft Neue Wege der Frühneuzeitgeschichte, hrsg. von Wolfgang Behringer und Justus Nipperdey, Frühneuzeit-Info 28 (2017), S. 117–129.
- There are no Slaves in Prussia?, in: Felix Brahm, Eve Rosenhaft (Hrsg.): Slavery Hinterland: Transatlantic Slavery and Continental Europe, 1680-1850. Woodbridge: The Boydell Press, 2016, S. 109–132.
- Sports and Physical Exercise in Early Modern Culture. New Perspectives on the History of Sports and Motion (gemeinsam mit Angela Schattner), London: Routledge 2016.
- Taucherglocken, U-Boote und Aquanauten – Die Erschließung der Meere im 17. Jahrhundert zwischen Utopie und Experiment, in: Karin Friedrich (Hrsg.): Die Erschließung des Raumes. Konstruktion, Imagination und Darstellung von Räumen und Grenzen im Barockzeitalter, Wiesbaden: Harrassowitz 2014, S. 337–354.
- Les mondes coloniaux à Paris au XVIIIe siècle. Circulation et enchevêtrement des savoirs (gemeinsam mit Anja Bandau und Marcel Dorigny), Paris: Karthala 2010.
- Bewegtes Leben – Körpertechniken in der Frühen Neuzeit. Katalog zur Ausstellung in der Herzog August Bibliothek Wolfenbüttel, 29. Juni bis 16. November 2008, Wiesbaden: Harrassowitz 2008.
- „Man entsage dem Betruge der misgeleiteten Vernunft (…) so wird man sehen, daß man schwimmen kann.“ – Schwimmpraktiken und -debatten im 18. Jahrhundert, in: Werkstatt Geschichte 44 (2006), S. 7–26.
- Unsichtbare Macht – Repräsentative Machtlosigkeit? Ein Vergleich politischer Einflußmöglichkeiten und architektonischer Repräsentation frühneuzeitlicher Bruderschaften in Venedig und Köln, in: Christian Hochmuth, Susanne Rau (Hrsg.): Machträume der frühneuzeitlichen Stadt, Konstanz 2006, S. 333–353.
- Struktur und kollektiver Eigensinn. Kölner Laienbruderschaften im Zeitalter der Konfessionalisierung (= Veröffentlichungen des Max-Planck-Instituts für Geschichte, Bd. 209), Göttingen: Vandenhoeck & Ruprecht 2005.
- Rebekka Habermas, Rebekka von Mallinckrodt: Interkultureller Transfer und nationaler Eigensinn: europäische und anglo-amerikanische Positionen der Kulturwissenschaften. Wallstein Verlag, 2004, ISBN 978-3-89244-731-3 (google.com [abgerufen am 22. September 2022]).
- Bruderschaften als Auftraggeber von Kunst und Architektur im süddeutsch-österreichischen Raum. Prolegomena zu einem neuen Forschungsfeld, in: Markwart Herzog, Rolf Kießling und Bernd Roeck (Hrsg.): Himmel auf Erden oder Teufelsbauwurm? Wirtschaftliche und soziale Bedingungen des süddeutschen Klosterbarock, Konstanz 2002, S. 119–140.